# Глутамин-2-оксоглутаратаминотрансфераза
Глутамин-2-оксоглутаратаминотрансфераза или глутаматсинтаза (GOGAT, ГОГАТ) — фермент, катализирующий реакцию образования глутаминовой кислоты из глутамина и α-кетоглутарата. Вместе с глутаминсинтетазой (GS) играет центральную роль в ассимиляции азота фотосинтезирующими эукариотами и прокариотами, хотя встречается и у хемотрофных бактерий. Особо значима во многих морских экосистемах, где первичная продукция определяется доступностью неорганических соединений азота.
В качестве источника неорганического азота морские водоросли используют ионы нитрата и аммония. Оба соединения включаются в состав аминокислот в результате последовательной работы глутаминсинтетазы и глутаматсинтазы. Изоэнзимы GOGAT катализируют перенос амидного азота с глутамина на α-кетоглутарат (2-оксоглутарат), используя в качестве восстановителей NADH/NADPH или ферредоксин. У фотосинтезирующих эукариот изоэнзимы GS и GOGAT работают в цитоплазме и строме хлоропласта.

## Классификация
В зависимости от используемого ферментом восстановителя выделяют три группы глутаматсинтаз:
- NADPH-зависимая глутаматсинтаза[англ.] (КФ 1.4.1.13 Архивная копия от 8 июля 2019 на Wayback Machine)
- NADH-зависимая глутаматсинтаза[англ.] (КФ 1.4.1.14 Архивная копия от 3 декабря 2019 на Wayback Machine)
- ферредоксин-зависимая глутаматсинтаза[англ.] (КФ 1.4.7.1 Архивная копия от 8 июля 2019 на Wayback Machine)

NADH-зависимая глутаматсинтаза обнаружена в ядерном геноме сосудистых растений, грибов и диатомей. NADPH-зависимая глутаматсинтаза распространена у нефотосинтезирующих бактерий и архей. Ферредоксин-зависимая глутаматсинтаза описана исключительно у цианобактерий и фотосинтезирующих эукариот, причём у последних она активна в хлоропласте, хотя у красных водорослей фермент закодирован в геноме пластид, а у сосудистых растений — в ядерном.